# يورغن سمر
يورغن سمر (بالإنجليزية: Juergen Sommer)‏ (مواليد 27 فبراير 1969) هو لاعب كرة قدم. يلعب مع منتخب الولايات المتحدة الأمريكية لكرة القدم. سبق له أن لعب في كأس العالم لكرة القدم مع منتخب بلاده.

## روابط خارجية
- يورغن سمر على موقع الدوري الأمريكي (الإنجليزية)
- يورغن سمر على موقع قاعدة بيانات كرة القدم.إي يو (الإنجليزية)
- يورغن سمر على موقع ناشيونال فوتبول تيمز (الإنجليزية)
- يورغن سمر على موقع Soccerway.com (الإنجليزية)
- يورغن سمر على موقع عالم كرة القدم.نت (الإنجليزية)